# Achryson jolyi
Achryson jolyi es una especie de escarabajo longicornio de la subfamilia Cerambycinae, tribu Achrysonini. Fue descrita científicamente por Monné en 2006.
Se distribuye por Venezuela. Mide aproximadamente 8-13 milímetros de longitud. El período de vuelo de esta especie ocurre en el mes de mayo.